# Joanna Oparek
Joanna Oparek (ur. 1967) – polska poetka, pisarka, autorka tekstów piosenek, dramatopisarka.

## Życiorys
Ukończyła psychologię na Uniwersytecie Jagiellońskim, pracowała jako dziennikarka, dyrektor kreatywny w agencji reklamowej, specjalistka PR i scenarzystka.
W latach 80. debiutowała w „Przekroju” powieścią w odcinkach Pan Gałązka, czyli jak zamienić kłopoty na gotówkę. Jako dziennikarka współpracowała także z „Czasem Krakowskim”. Przez ponad dziesięć lat pełniła funkcję dyrektora kreatywnego agencji reklamowej Publika. W ostatnich latach opublikowała tomy poetyckie Po kostki w niebie i Czerwie. Jest autorką 3 powieści Mężczyzna z kodem kreskowym, Jesień w Nowym Jorku oraz Loża.
Od roku 1998 współpracuje z zespołem rockowym Kulturka jako autorka tekstów piosenek. W 2009 roku współpracowała z Teatrem Starym w Krakowie, gdzie odbyło się sceniczne czytanie sztuki jej autorstwa pt. Projekt Ameryka w reżyserii Radosława Rychcika.
Od 2012 współtworzyła Scenę 21 w Krakowie. Jest współzałożycielką Queerowego Centrum Kultury QCK.
Dwukrotnie nominowana do Nagrody Literackiej Gdynia w kategorii poezja (w 2020 za tom Mocne skóry, białe płótna i w 2023 za tom Małe powinności). W czerwcu 2023 została laureatką nagrody Krakowska Książka Miesiąca za Małe powinności.
Jej wiersze ukazały się w wielu czasopismach literackich, m.in. w Dwutygodniku, Małym Formacie.
Zasiada w Radzie Programowej Nagrody Dramaturgicznej im. Tadeusza Różewicza, której jest inicjatorką

## Działania teatralne
Joanna Oparek działa od wielu lat na polu teatru. W 2011 brała udział w międzynarodowym projekcie Kraków-Berlin XPRS, przygotowanym przez Narodowy Stary Teatr w Krakowie i Maxim Gorki Theatre w Berlinie, we współpracy z Domem Norymberskim, w ramach polsko-niemieckiego festiwalu nowoczesnego sąsiedztwa „Sąsiedzi 2.0”.
Współpracowała także z Teatrem Nowym w Krakowie, gdzie odbyła się premiera jej dramatu Wężowisko.
W 2018 roku jej dramat „Obcy. Tragedia grecka” był wystawiany w Polsce i w Niemczech i na Międzynarodowym Festiwalu Teatralnym Złoty Lew we Lwowie w 2019. – w ramach projektu „GAME OVER? – o budowaniu ponadnarodowych relacji Polska-Niemcy-Ukraina”.
W 2021 roku w Teatrze Miejskim w Gliwicach wyreżyserowała spektakl „Całe życie” na podstawie dramatu, którego jest autorką. Za reżyserię otrzymała nominację do Złotej Maski w kategorii reżyserskiej w roku 2022. Dramat „Całe życie” miał premierę w Krakowie, w ramach projektu Stowarzyszenia „Sto Lat Głosu Kobiet”. Sztukę wyreżyserował również Sebastian Myłek w 2018 roku w krakowskim Teatrze BARAKAH.

## Twórczość

### Poezja
- Po kostki w niebie, Wydawnictwo Nowy Świat 2003
- Czerwie, Wydawnictwo WBPiCAK, 2012
- Berlin Porn[20], Wydawnictwo WBPiCAK, 2015
- Mocne skóry, białe płótna, Instytut Mikołowski, 2019[6]
- Małe powinności, WBPiCAK, 2022

### Proza
- Mężczyzna z kodem kreskowym, Wydawnictwo Dolnośląskie 2004
- Jesień w Nowym Yorku, Wydawnictwo Dolnośląskie, 2006
- Loża, Wydawnictwo Świat Książki, 2012

### Dramaty
- Projekt Ameryka 2009
- Wężowisko 2015
- Obcy. Tragedia grecka 2018
- Całe życie 2018